# Christine Citti

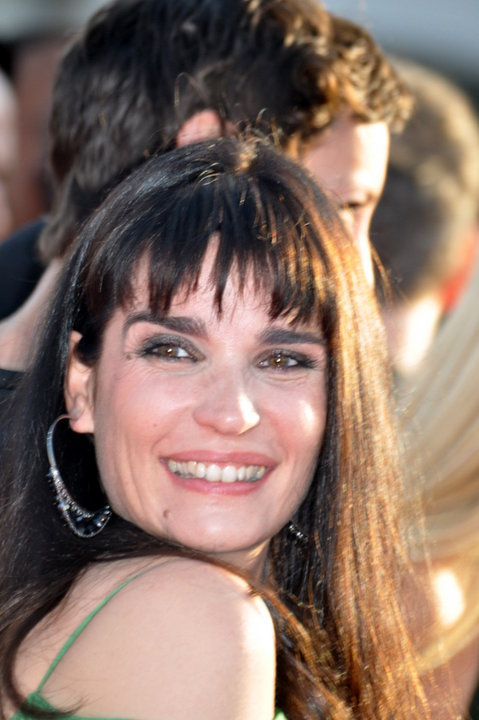
Christine Citti (2010)

Christine Citti (* 1962) ist eine französische Schauspielerin.

## Leben
Christine Citti ist die Schwester des Schauspielers Marc Citti. Sie studierte Schauspiel bei Patrice Chéreau und am Théâtre des Amandiers in Nanterre. Anschließend spielte sie Theater und debütierte 1986 in der von Jean-Michel Ribes inszenierten Filmkomödie Dreißig Grad minus an der Seite von Jean Rochefort und Jean-Pierre Bacri auf der Leinwand. Für ihre Darstellung der Michèle in Xavier Giannolis Liebesfilm Chanson d’Amour wurde Citti bei der Verleihung des französischen Filmpreises César 2007 als Beste Nebendarstellerin nominiert.

## Filmografie (Auswahl)
- 1986: Dreißig Grad minus (La galette du roi)
- 1991: Aus Liebe zum Geld (La thune)
- 1991: Das Schicksal des Freiherrn von Leisenbohg (L’amour maudit de Leisenbohg)
- 1995: Ich will doch nur, daß Du mich liebst (Danse avec la vie)
- 1999: Es beginnt heute (Ça commence aujourd’hui)
- 2006: Chanson d’Amour (Quand j’étais chanteur)
- 2006: Das Mädchen, das die Seiten umblättert (La tourneuse de pages)
- 2006: Suzanne
- 2008: Liebe und Revolution (Nés en 68)
- 2009: Plötzlich reich (Ticket gagnant)
- 2009: Serie in Schwarz (Suite Noire; Fernsehreihe Folge 1: Schießen Sie auf den Weinhändler)
- 2012:  À dix minutes des naturistes
- 2012: Töte mich (Tue-moi)
- 2012: Ziemlich dickste Freundinnen (Mince alors!)
- 2013: Ce monde est fou
- 2013: Liebe und andere Turbulenzen (Girl on a Bicycle)
- 2014: Valentin Valentin
- 2014: Mary Higgins Clark: Mysteriöse Verbrechen – Weil Deine Augen ihn nicht sehen (Collection Mary Higgins Clark, la reine du suspense – Deux petites filles en bleu) (Fernsehreihe)
- 2014: Kommissar Caïn (Caïn, Fernsehserie, 1 Folge)
- 2015: J’ai épousé un inconnu
- 2016: The Origin of Violence (L’origine de la violence)
- 2016: Going to Brazil
- 2017: Die Party ist vorbei (La fête est finie)
- 2019: Rêves de jeunesse
- 2019: La source
- 2023: Sterne zum Dessert (À la belle étoile)

## Auszeichnung (Auswahl)
- César 2007: Nominierung als Beste Nebendarstellerin für Chanson d’Amour